# Земельные ресурсы Армении

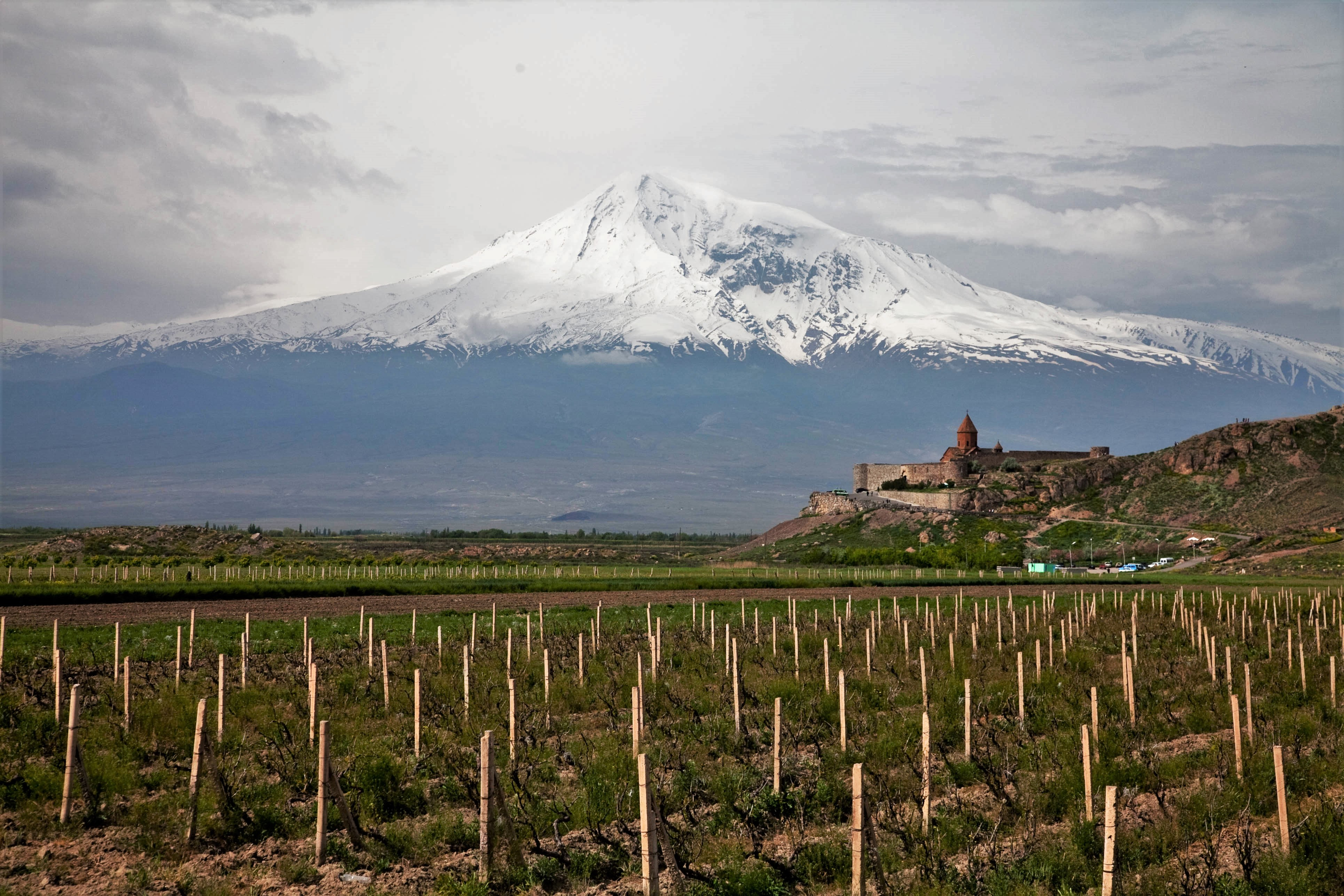
Араратская равнина — по большей мере представлена землями сельскохозяйственного назначения

Процентное распределение земельного фонда Армении следующее:
- 18,5 % — земли сельскохозяйственного назначения
- 2,2 % — земли поселений, из коих 90 % занимают здания и прилегающие строения
- 3,2 % — земли под промышленность, транспорт, связь и другие земли
- 7,7 % — земли природоохранного, курортного, рекреационного, спортивного и историко-культурного назначения
- 11,8 % — земли лесного фонда
- 0,7 % — земли водного фонда (без территории озера Севан)
- 55,8 % — земли резервного фонда

358.3 тыс. га. (12 % от общей территории земельного фонда, равной 2974.3 тыс. га) составляют выходы коренных пород, пески, водные и другие территории.
Новый «Земельный кодекс» принят в мае 2001 года, согласно которому земельный фонд республики по целевому назначению подразделяется на следующие категории:
1. Сельскохозяйственная
2. Поселений
3. Промышленности, использовании недр и др.
4. Энергетики, транспорта, связи, объекты коммунального хозяйства
5. Особо охраняемых территорий
6. Особого назначения
7. Лесного фонда
8. Водного фонда
9. Резервного фонда.[1]

## Области и виды земель
Распределение земельных ресурсов в Армении по областям и видам земель следующее (в таблице данные приведены в тысячах га):
| Область    | Всего  | Сельскохозяйственные земли | Пашня | Многолетние насаждения | Сенокосы | Пастбища | Леса и кустарники | Прочие земли |
| ---------- | ------ | -------------------------- | ----- | ---------------------- | -------- | -------- | ----------------- | ------------ |
| Сюник      | 450,5  | 194.3                      | 48.3  | 2.7                    | 9.6      | 133.7    | 57.0              | 199.2        |
| Гегаркуник | 407,1  | 240.1                      | 95.3  | 1.8                    | 35.6     | 107.4    | 16.0              | 278.9        |
| Лори       | 378,9  | 192.2                      | 48.4  | 4.5                    | 39.4     | 99.9     | 90.0              | 96.7         |
| Арагацотн  | 275,6  | 136.7                      | 56.2  | 7.7                    | 4.1      | 68.7     | 7.5               | 131.4        |
| Тавуш      | 270,4  | 98.6                       | 27.8  | 6.8                    | 15.0     | 49.0     | 123.9             | 47.9         |
| Ширак      | 268,0  | 165.7                      | 84.5  | 0.5                    | 16.8     | 63.9     | 2.5               | 99.8         |
| Вайоц-Дзор | 230,8  | 75.9                       | 20.6  | 3.3                    | 4.6      | 47.4     | 6.5               | 148.4        |
| Арарат     | 209,9  | 99.1                       | 30.0  | 11.8                   | 2.9      | 54.4     | 9.5               | 101.3        |
| Котайк     | 209,5  | 99.8                       | 40.6  | 7.6                    | 10.9     | 40.7     | 20.0              | 89.7         |
| Армавир    | 124,2  | 80.7                       | 40.4  | 13.6                   | 0.2      | 26.5     | 1.0               | 42.5         |
| Ереван     | 21,5   | 8.3                        | 2.2   | 3.3                    | -        | 2.8      | -                 | 13.2         |
| Всего      | 2846,4 | 1391.4                     | 494.3 | 63.6                   | 139.1    | 694.4    | 333.9             | 1249.0       |

- Без территории акватории озера Севан

## Категории и виды земель
Согласно данным 1997 года, земельный фонд Армении по целевому использованию делится на категории и виды земель:
| Категория земель                                                                             | Общая площадь земель | Сельскохозяйственные земли | Пахотные земли | Многолетние насаждения | Сенокосы | Пастбища |
| -------------------------------------------------------------------------------------------- | -------------------- | -------------------------- | -------------- | ---------------------- | -------- | -------- |
| Всего                                                                                        | 2974.3               | 1391.4                     | 494.3          | 63.6                   | 139.1    | 694.4    |
| Сельскохозяйственная                                                                         | 551.0                | 509.0                      | 368.0          | 54.0                   | 66.0     | 21.0     |
| Поселений                                                                                    | 66.0                 | 8.4                        | 4.0            | 2.3                    | 0.1      | 2.0      |
| Промышленности, транспорта, связи и др.                                                      | 95.0                 | 7.5                        | 1.3            | 0.5                    | 1.6      | 4.1      |
| Природоохранная, курортная, оздоровительная, рекреационная, спортивная и историко-культурная | 230.0                | 4.3                        | 0.3            | 0.1                    | 0.3      | 3.6      |
| Лесного фонда                                                                                | 352.0                | 18.1                       | 0.5            | 1.8                    | 3.1      | 12.7     |
| Водного фонда                                                                                | 20.0                 | -                          | -              | -                      | -        | 0.1      |
| Резервного фонда                                                                             | 1660.3               | 844.1                      | 120.2          | 5.1                    | 67.8     | 650.9    |